# Taylor Swift
Taylor Alison Swift, ameriška country-pop pevka, tekstopiska, kitaristka, pianistka in filmska ter televizijska igralka, * 13. december 1989, Wyomissing, Pensilvanija, ZDA.
V letu 2006 je izdala svoj prvi singl, »Tim McGraw«, za tem pa še svoj prvi glasbeni album, ki ga je poimenovala po sebi. Ta album je kasneje prejel multiplatinasto certifikacijo s strani organizacije Recording Industry Association of America (RIAA). V novembru 2008 je Taylor Swift izdala še svoj drugi glasbeni album, Fearless. Albuma Fearless in Taylor Swift sta v letu 2008 z 2,1 in 1,5 milijoni prodanih izvodov pristala na tretjem in šestem mestu najbolje prodajanih albumov v Združenih državah Amerike. Fearless je pristal na vrhu lestvice Billboard 200, kjer je ostal še enajst zaporednih tednov; že vse od leta 2000 ni noben album na prvem mestu te lestvice ostal tako dolgo. Revija Billboard Magazine je leta 2009 Taylor Swift nadela naziv Ustvarjalca leta. Album Fearless je leta 2010 prejel nagrado Grammy v kategoriji za »album leta«.
V letu 2008 so albumi Taylor Swift prodali okoli štiri milijone kopij, zaradi česar je po podatkih Nielsen SoundScana postala najbolje prodajana ustvarjalka tega leta. Revija Forbes ji je dodelila devetinšestdeseto mesto na njihovi lestvici Najvplivnejših ljudi leta 2009, saj je zaslužila 18 milijonov $ v letu 2010 pa se je s 45 milijoni $ dobička uvrstila na dvanajsto mesto tega seznama. V januarju 2010 jo je Nielsen SoundScan proglasil za ustvarjalko, katere dela se digitalno najbolje prodajajo v zgodovini glasbe, saj je prodala več kot 28 milijonov digitalnih pesmi. Do danes je Taylor Swift prodala več kot 10 milijonov albumov po svetu.

## Zgodnje življenje
Taylor Alison Swift je bila rojena in vzgojena v Wyomissingu, Pensilvanija, Združene države Amerike kot hči Scotta Swifta, posrednika nepremičnin in njegove žene Andree (roj. Finlay), gospodinje. Njena babica je bila operna pevka. Ima mlajšega brata Austina. Ko je bila v četrtem razredu je zmagala na nacionalnem tekmovanju poezije, kjer ji je zmago priborila tri strani dolga pesem z naslovom »Monster In My Closet«.
Pri desetih letih je Taylor Swift začela s pisanjem pesmi in petjem na karaokah, raznih festivalih in podobno v bližini njenega rojstnega mesta. Ko je imela dvanajst let, je celo poletje zapravila za to, da je napisala 350 strani dolg roman, ki do danes ostaja neobjavljen. Prvič se je na malih televizijskih zaslonih pojavila v oddaji Bloomsburg Fair, kjer je s svojim nastopom navdušila občinstvo. Leta 2008 si je preko šolanja na domu v starosti osemnajst let prislužila diplomo.

### Interes za pisanje pesmi in zgodnje delo
Taylor Swift se je igranja kitare naučila od nekega popravljalca računalnikov, ki ji je pokazal, kako se zaigra tri najlažje akorde. Ko se je slednjih naučila, je napisala svojo prvo pesem in jo naslovila kot »Lucky You«. Kasneje je povedala, da je pesmi začela pisati zato, da je ublažila bolečino, ker se ni vključila v šolo. Dejala je, da so bili »ostali otroci zlobni« do nje, zato je napisala pesmi o njih.
Na Taylor Swift naj bi najbolj vplivala Shania Twain. Drugače za svoje vzornike šteje tudi glasbene ustvarjalce, kot so LeAnn Rimes, Tina Turner, Dolly Parton in njena babica. Taylor Swift je svoj okus glasbe razvila že zelo zgodaj, saj je bila njena babica poklicna operna pevka. Najbolj pri srcu ji je bila country glasba in že kaj kmalu je vzljubila Patsy Cline in Dolly Parton. Dixie Chicks in Shanio Twain je uporabila za demonstracijo, kako lahko tudi sama »razteza meje«.

## Glasbena kariera

### 2000–2005: Glasbeni začetki
Pri enajstih letih je odšla na svoje prvo potovanje v Nashville, Tennessee, saj je upala, da bo lahko sklenila pogodbo s kakšno glasbeno založbo. Kopije svojega posnetka, na katerem je pela karaoke naj bi dala vsaki založbi v mestu, vendar so jo vse zavrnile. Kasneje je o svojih težavah povedala:
Ne razumem. Bali so se sodelovati s trinajstletnico. Bali so se sodelovati s štirinajstletnico. Bali so se sodelovati s petnajstletnico. Bali so se sodelovati s šestnajstletnico. In prepričana sem, da bi se vsi bali sodelovati s sedemnajstletnico, če ne bi podpisala pogodbe s Scottom Borchetto [glavo založbe Big Machine Records].
Po vrnitvi v Penisilvanijo so jo vprašali, če bi pela na turnirju z naslovom U.S. Open tennis; njen nastop je kasneje pritegnil veliko pozornosti. S pisanjem pesmi in igranjem kitare z dvanajstimi strunami je začela pri dvanajstih letih. Še enkrat je obiskala Nashville in skupaj z nekaj drugimi lokalnimi tekstopisci napisala nekaj pesmi. Ko je bila stara štirinajst let se je njena družina odločila, da se bodo preselili na obrobje nekega Nashvillskega predmestja.
Pri njenih petnajstih letih je sklenila pogodbo z založbo RCA Records, saj jo je slednja želela uvesti v glasbeni posel. Kasneje je nastopala v Nashvillu skupaj z nekaj drugimi tekstopisci in tako je dobila pozornost Scotta Borchette, ki je kasneje z njo podpisal pogodbo za sodelovanje z založbo Big Machine Records. S štirinajstimi leti je postala najmlajša tekstopiska, kar jih je kdaj najelo podjetje Sony/ATV Tree.

### 2006–2008:Taylor Swift
Taylor Swift je svoj prvi singl »Tim McGraw« izdala v sredini leta 2006 in revija Billboard mu je dodelila šesto mesto na lestvici »Hot Country Songs«. Njen prvi glasbeni album, ki ga je poimenovala po sebi je izšel kasneje, natančneje 24. oktobra tistega leta. Napisala oziroma so-napisala je vse pesmi v njem. Album je dosegel devetnajsto mesto na lestvici Billboard 200 in že v prvem tednu prodajanja prodal 39.000 kopij. Kasneje je dobil prvo mesto na lestvici najboljših country albumov, Top Country Albums po reviji Billboard in peto mesto na Billboard 200. Na vrhu lestvice Top Country Albums je ostal osem tednov zapovrstjo, vsega skupaj pa je bil na vrhu lestvice 24 od 91 tednov. Edini glasbeniki, ki so ostali na tej lestvici čez 20 tednov, so bili poleg nje še The Dixie Chicks in Carrie Underwood. V novembru 2008 si je njen singl naložilo več kot 7,5 milijonov ljudi, prodala pa je več kot 3 milijone kopij.
Swiftova je presegla 200 milijonov drugih glasbenih ustvarjalcev na MySpaceu. Trenutno je tam ocenjena med desetimi najboljšimi glasbenimi ustvarjalci vseh zvrsti in vodi na lestvici najboljših country glasbenikov. Je najbolj iskana glasbenica na MySpaceu iz leta 2008. Videospot za pesem »Tim McGraw« je dosegel prvo mesto na lestvici CMT-jevih najboljših videospotov. Leta 2007 je Taylor Swift zanj dobila celo nagrado CMT Music Awards v kategoriji za »najboljši preboj«. 15. maja 2007 je s svojo pesmijo »Tim McGraw« nastopala na podelitvi nagrad Academy of Country Music Awards. Pesem je zapela glasbeniku Timu McGrawu. Nastopala je tudi na turneji Tima McGrawa in Faith Hill z naslovom Soul2Soul 2007. Na svoje turneje so jo povabili tudi glasbeniki, kot so George Strait, Brad Paisley in Rascal Flatts.
21. avgusta 2007 je v živo nastopala na oddaji America's Got Talent (Amerika ima talent). Njen naslednji, drugi singl iz albuma Taylor Swift, »Teardrops on My Guitar«, je izšel 24. februarja 2007. Njen izid je bil najprej načrtovan za sredino leta 2007. Pesem je dosela drugo mesto na Billboardovi lestvici Hot Country Songs in triintrideseto na lestvici Billboard Hot 100. Dosegla je tudi mesti na lestvicah Hot 100 in Pop 100 vendar šele po izidu pop remixa pozno leta 2007. Na Pop 100 je dosegla enajsto, na Hot 100 pa trinajsto mesto. Oktobra istega leta ji njeno pisanje pesmi prinese naslov tekstopisca oziroma ustvarjalca leta in s tem postane tudi najmlajša oseba, kar jih je kdaj osvojilo ta naslov.
7. novembra 2007 je Taylor Swift dobila nagrado CMA Horizon Award in na podelitvi teh nagrad zapela pesem »Our Song«, tretji singl iz njenega prvega albuma. Pesem »Our Song« je šest tednov prebila na vrhu lestvice najboljših country pesmi, dobila pa je tudi šestnajsto mesto na lestvici Billboard Hot 100 in štiriindvajseto na lestvici Billboard Pop 100. Taylor Swift je izdala tudi svoj božični album z naslovom Sounds of the Season: The Taylor Swift Holiday Collection, ki je izšel 16. oktobra 2007. Album, ki sicer ni požel toliko uspeha kot album Taylor Swift, je vseboval tudi pesem »Last Christmas«, ki je v originalu sicer ni napisala Taylor Swift. Leta 2008 je bila nominirana za nagrado Grammy, vendar jo je na koncu dobila Amy Winehouse. Njen naslednji uspešni singl, »Picture to Burn« je bil četrti singl v njenem prvem albumu. Pesem je izšla zgodaj v letu 2008 in spomladi tistega leta zasedla tudi tretje mesto na lestvici Billboard Country Chart.
Big Machine Records je potrdil izid njene naslednje pesmi, »Should've Said No«, na ponedeljek, 19. maja. To je bil peti in tudi zadnji singl iz njenega glasbenega albuma. Z njim je nastopila na 43. podelitvi nagrad Academy of Country Music Awards. Na začetku nastopa je bila oblečena v kavbojke in majico, ampak kmalu za tem je to opravo zamenjala črna večerna obleka. Zadnjo minuto pesmi je odšla v zaoderje in tam do konca zapela pesem. Kasneje je povedala, da se je želela preobleči med nastopom že od desetega leta dalje.
Pesem »Should've Said No« je postala prvi najbolje prodajan singl Taylor Swift. V poletju leta 2008 je izdala Beautiful Eyes, ekskluzivni EP za Wal-Mart. V prvem tednu od izida je EP prodal 45.000 kopij izvodov in tako pristal na prvem mestu Billboardove lestvice Top Country Albums ter devetem mestu lestvice Billboard 200. Njen prvi glasbeni album, Taylor Swift, je v istem tednu pristal na drugem mestu lestvice, s čimer je Taylor Swift postala prva ustvarjalka od leta 1997, katere albuma sta ob istem času zasedla prvi dve mesti na lestvici Top Country Albums. V oktobru 2008 je Taylor Swift v duetu z najbolje prodajanim rock bandom, Def Leppard, posnela serijo v Nashvilleu, Tennessee, njihovo sodelovanje pa je prejelo nominacijo za nagrado CMT Music Awards v kategorijah za »nastop leta« in za »široko odprt country video leta« v letu 2009.

### 2008–2010:Fearlessin incident na podelitvi nagrad MTV VMA
Njen naslednji glasbeni album, Fearless, je v Združenih državah izšel na dan 11. november 2008. Album je dosegel prvo mesto na lestvici Billboard 200 Album Chart. Bil je tudi najbolje prodajan country album vseh časov in najbolje prodajan album ženske ustvarjalke, hkrati pa tudi četrti najbolje prodajan album nasploh. Prehiteli so ga samo albumi glasbenikov Lil Waynea, AC/DC in Coldplay. Glavni singl albuma, »Love Story« je postal velika uspešnica tako na pop kot na country lestvicah. Album je bil tudi najbolje prodajan country album po spletu vseh časov; kar 129.000 kopij albuma so že v prvem tednu prodajanja prodali prek interneta. Osem tednov po izdaji je album prek interneta prodal že 338.467 kopij in s tem obdržal status najbolje prodajanega country albuma prek spleta v zgodovini, temu pa je z 236.046 prodanimi kopijami 18. aprila 2009 sledil njen prvi album, Taylor Swift.
Vseh sedem pesmi iz albuma Fearless se je uvrstilo na lestvico Billboard Hot 100. S pesmijo »White Horse« je Taylor Swift dosegla trinajsto mesto na tej lestvici. Od trinajstih pesmi v albumu se jih je enajst že uvrstilo na Hot 100. »Change«, pesem iz tega albuma, je bila med drugim predvajana tudi na Poletnih olimpijskih igrah 2008.
Glavni singl albuma Fearless, »Love Story«, je izšel 12. septembra 2008. Pesem je skupaj z videospotom temeljila na Shakespearovi drami Romeo in Julija. Pesem je dosegla drugo mesto na lestvici iTunes Store Top Downloaded Songs in četrto na Billboard Hot 100. Včasih so jo imenovali tudi Taylor Swift's signature song. Petnajst tednov po tem, ko so jo dodali na seznam pesmi, ki so se predvajale po radiu, je »Love Story« postala tudi prva country pesem, uvrščena na lestvico Nielsen BDS CHR/Top 40 v njihovi šestnajstletni zgodovini delovanja. Dosegla je tudi prvo mesto na lestvici Mediabase Top 40 Chart.
Njen drugi singl iz albuma Fearless, »White Horse«, je izšel 8. decembra 2008. Videospot za pesem je bil prvič predvajan na CMT-ju 7. februarja 2009. Sicer ni dosegla prvega mesta na Billboardovi lestvici Hot Country Songs, vendar je zato nekaj tednov vodila na lestvici USA Today/Country Aircheck. »Forever & Always«, še ena pesem iz albuma, temelji na razmerju Taylor Swift s pevcem Joeom Jonasom.
Bila je prva glasbenica v zgodovini Nielsen SoundScan-a, ki je uspela na lestvico Top 10 uvrstiti dva izmed svojih albumov. Bila je tudi prva ženska glasbena ustvarjalka, ki ji je album na lestvici The Billboard 200 uspelo obdržati kar osem tednov. Sredi januarja 2009 je Taylor Swift postala tudi prva country glasbenica, katere tri pesmi so si poslušalci naložili v več kot dveh milijonih izvodov.
Taylor Swift je dosegla naslov Billboardega »najboljšega ustvarjalca country glasbe« in »najboljšega tekstopisca country glasbe« leta 2008; je tudi najbolje prodajana country ustvarjalka leta 2008. Dosegla je sedmo od desetih mest najbolje prodajanih glasbenikov vseh vrst. Albuma Fearless in Taylor Swift sta dosegla prvo in drugo mesto na lestvici Canadian Country Albums Chart ob koncu leta. Pela je tudi v tretji igri na prireditvi Star-Spangled Banner, World Series v Filadelfiji 25. oktobra 2008.
V januarju 2009 je Tayor Swift potrdila svojo prvo turnejo. Poimenovala jo je Fearless Tour 2009 in po načrtih naj bi potekala v 52 mestih v 38 različnih državah po Severni Ameriki in Kanadi, trajala pa naj bi šest mesecev. Turneja se je pričela 23. aprila 2009 v Evansvilleu, Indiana. Še istega meseca se je Taylor Swift kot glasbeni gost pojavila v oddaji Saturday Night Live. S tem je postala tudi najmlajša country glasbenica, kar se jih je kdaj pojavilo v tej oddaji. 6. februarja 2009 so se začele prodajati vstopnice za njeno turnejo in vse so se prodale v pičlih dveh minutah. Vstopnice, ki so prišle na trg na Madison Square Garden čez en teden so za prodajo potrebovale še manj: samo eno minuto. 8. februarja 2009 je skupaj z Miley Cyrus Taylor Swift na 51. podelitvi nagrad Grammy zapela pesem »Fifteen«, novo pesem iz svojega drugega albuma, Fearless.
Njen singl »Love Story« je kasneje, ob koncu tedna 8. februarja, postal največkrat naložena country pesem vseh časov, dosegel pa je tudi prvo mesto na lestvici Mainstream Top 40. To mesto je kasneje septembra 2009 dobila tudi njena pesem »You Belong with Me«, ki pa je bila šele druga country pesem na vrhu lestvice v zgodovini. Od izida svojega drugega albuma je Taylor Swift posnela tudi pesem »Crazier« in sicer kot soundtrack za film Hannah Montana, v katerem se je pojavila tudi Taylor Swift. Na 44. podelitvi nagrad Academy of Country Music Awards je Taylor Swift prejela nagrado za glasbeni album leta in sicer tako kot njegova ustvarjalka tudi kot njegova producentka.
Je najmlajša oseba, kar jih je kdaj dobilo ACM-jevo nagrado za album leta. Za tem ji je ta ista organizacija podarila še več nagrad in sicer zato, ker je v letu 2008 prodala več albumov kot katerikoli drug glasbenik iz katerega koli žanra, zaradi prebojnega uspeha njenega prvega albuma in zaradi svetovnih dosežkov njene uspešnice »Love Story«. Organizacija ji je pripisala tudi zasluge za to, da je med poslušalci countryja sedaj čedalje več mladih. Pozno v aprilu 2009 je Taylor Swift prodala 14 milijonov kopij albuma prek interneta in posnela tudi tri melodije za mobilni telefon.
V juniju 2009 je Taylor Swift zapela pesem »Thug Story«, parodijo na pesem »Love Story«, skupaj s T-Painom na podelitvi nagrad CMT Music Awards. Na tej podelitvi je dobila dve nagradi in sicer nagrado za »najboljši videospot ženske ustvarjalke leta« in za »najboljši videospot leta«. 6. septembra 2009 je na svojem blogu na MySpaceu potrdila, da bo njen album, Fearless 27. oktobra izdal še šest novih pesmi. Potrdila je tudi, da bodo izdane tudi fotografije iz njene turneje.
28. aprila 2009 je Taylor Swift priredila brezplačen manjši privatni koncert za študente šole Bishop Ireton High School, majhne katoliške šole v Alexandriji, Virginija in sicer po tem, ko so študentje zmagali na nacionalnem spletnem tekmovanju, imenovanem Verizon Wireless. Študentje so namreč Verizonu med en mesec dolgim tekmovanjem poslali kar 19.000 sporočil. 8. oktobra 2009 je Taylor Swift potrdila, da se bo njena razprodana turneja Fearless Tour v še sedemintrideset dodatnih mest Severne Amerike vrnila v letu 2010.
Dobila je tudi pet nagrad American Music Awards: za »ustvarjalca leta«, za »najljubšo Pop/Rock žensko ustvarjalko«, za »najljubšo country žensko ustvarjalko«, za »najljubši country album« (Fearless) in za »najboljšega odraslega ustvarjalca«. 2. decembra 2009 je prejela nominacije za nagrado Grammy v kategorijah: za »založbo leta«, za »pesem leta«, za »najboljši pop nastop« leta (»You Belong with Me«), za »najboljšo žensko pevko leta«, za »najboljšo country pesem leta« (»White Horse«), za »najboljšo pevko leta« (»Breathe«), za »najboljši album leta« (Fearless) in za »najboljši country album leta« (Fearless).
Proti koncu leta 2009 jo je revija Associated Press imenovala za »ustvarjalko leta«. Fearless je bil najbolje prodajan album leta 2009 in v ZDA je v enem letu prodal več kot 3,2 milijonov kopij. Pesmi »You Belong With Me« in »Love Story« sta na lestvici Nielsen's BDS Top 10 Most Played Songs dosegli prvo in drugo mesto. Bila je uvrščena tudi na vrh lestvice 2009 Top 10 Artist Airplay in na vrh lestvice Top 10 Artist Internet Streams.
14. julija 2009 so potrdili, da bo Taylor Swift 13. septembra tistega leta nastopala na podelitvi nagrad MTV Video Music Awards. »Tako sem vznemerjena, ker me MTV vabi, da bi nastopala, ker mislim, da bo letošnja podelitev nekaj posebnega!« začne Swiftova. »Naravnost obožujem, ko v nastop vključim tudi nekoliko teatralnosti in MTV to umetnikom vedno dovoli!« je povedala. »Na MTV-ju so tako dobri do mene, ne bi se mogla bolj veseliti tega nastopa, kot se že!« To je povedala, ko je na podelitvi nagrad prejela nagrado MTV Video Music Award. Oddaja je izšla 13. septembra 2009 na MTV-ju z britanskim komedijantom Russellom Brandom, ki je oddajo gostil že drugo leto.
Med njenim zahvalnim govorom za nagrado za najboljši videospot ženske ustvarjalke (ki ga je dobila za videospot za pesem »You Belong with Me«), ji je pevec/raper Kanye West vzel mikrofon iz rok in rekel, da je videospot pevke Beyoncé za pesem »Single Ladies (Put a Ring on It)«, ki je bil nominiran v isti kategoriji, »eden izmed najboljših videospotov vseh časov«. Javnost je njegovo »odkritost« sprejelo precej negativno. Mikrofon je sicer vrnil Taylor Swift, vendar slednja ni uspela dokončati svojega govora. Ko je Beyoncé kasneje dobila nagrado za videospot za pesem »Single Ladies (Put a Ring on It)«, je Taylor Swift poklicala nazaj na oder, kjer je ta lahko dokončala svoj govor.
Temu škandalu je sledilo opravičilo Kanya Westa za nasilni nastop, ki ga je kasneje objavil na svojem blogu (in ga nazadnje tudi izbrisal). Veliko medijev ga je zaradi nastopa precej kritiziralo, celo predsednik Združenih držav Amerike, Barack Obama je v neuradnem pogovoru izjavil, da njegov pristop ni bil najbolj primeren. Kasneje je objavil drugo opravičilo, spet na svojem blogu, in dan po škandalu se je prišel publiki javno opravičiti v oddajo The Jay Leno Show.
15. septembra 2009 je Taylor Swift o vsem skupaj odkrito spregovorila na The View. Vprašali so jo, kakšno je njeno mnenje o dogodku in rekla je:
No, takrat sem si mislila nekaj takšnega kot: 'O, super, ne morem verjeti, da sem zmagala, to je enkratno! Grem na oder, da se zahvalim vsem svojim oboževalcem. Oh, Kanye West je tukaj. V redu frizura! Kaj pa delaš tam?' In potem: 'Auč! Najbrž ne bom dobila priložnosti, da bi se zahvalila oboževalcem.'
Swiftova je povedala tudi, da West z njo osebno ni govoril že od podelitve nagrad. Po pojavu v The View se ji je Kanye West tudi osebno opravičil; Taylor je opravičilo sprejela.
11. novembra 2009 je Taylor Swift postala najmlajša oseba, kar jih je kdaj dobilo nagrado Country Music Association Award za »ustvarjalca leta«. Bila je tudi ena od le šestih žensk, ki so dobile to nagrado.
14. novembra 2009 je bila Taylor Swift proglašena za največkrat uvrščeno žensko ustvarjalko na lestvico Billboard Hot 100 skupaj z osmimi singli, ki so naknadno izšli v njenem albumu Fearless: »Jump Then Fall« na desetem mestu, »Untouchable« na devetnajstem mestu, »The Other Side of the Door« na dvaindvajsetem mestu, »Superstar« na sedemindvajsetem mestu in »Come in With the Rain« na tridesetem mestu ter s tremi že izdanimi singli, »You Belong with Me« (štirinajsto mesto), »Forever & Always«, ki se je naknadno uvrstil na štiriintrideseto mesto in »Fifteen« (šestinštirideseto mesto). Pesem »Two Is Better Than One« izvajalcev Boys Like Girls, v kateri je nastopala tudi Swiftova, je dosegla osemdeseto mesto na lestvici Billboard Hot 100. To je pomenilo, da si je Taylor Swift priborila priznanje za največje število pesmi ženske izvajalke na lestvici Billboard Hot 100 vseh časov. Ko je pesem »Fifteen« dosegla osemintrideseto mesto na lestvici Top 40 21. novembra tistega leta, je Taylor Swift takoj za Beyoncé Knowles, ki ima na lestvici trenutno na lestvici devetnajst pesmi, postala na to lestvico največkrat uvrščena ženska ustvarjalka. Pesem »Two Is Better Than One« banda Boys Like Girls in pesem Johna Mayerja »Half of My Heart« (pri snemanju obeh je sodelovala tudi Taylor Swift) sta na lestvici Top 40 najprej zasedli štirideseto in petindvajseto mesto, kasneje pa še enaindvajseto in dvaindvajseto.
Album Fearless je bil tudi najbolje prodajan album v Združenih državah Amerike leta 2009, saj je prodal več kot 3,2 milijona izvodov v tistem letu. Taylor Swift je s pesmimi »You Belong With Me« in »Love Story« dobila prvo in drugo mesto Nielsenove lestvice »BDS-jevih deset največkrat predvajanih pesmi (vseh žanrov)«. Leta 2009 je pristala tudi na vrhu lestvice »prvih deset preko radia največkrat predvajanih glasbenikov«, saj so njene pesmi predvajali okoli 1,29 milijonkrat, in »prvih deset glasbenikov, največkrat predvajanih preko interneta«, kjer so njene pesmi zavrteli okoli šestinštirideset milijonkrat.

### 2010–2012:Speak Now
19. januarja 2010 je izdala svoj novi singl, »Today Was a Fairytale«, ki si ga je mogoče naložiti prek iTunesa. Pesem je tudi soundtrack za film Valentinovo, v katerem igra tudi ona. Zasedla je drugo mesto na lestvici Billboard Hot 100, šesto na Top 10 in triindvajseto mesto na Top 40. Samo v januarju si je pesem prek interneta naložilo več kot 325.000 ljudi. Pesem je dosegla prvo mesto na lestvici Canadian Hot 100, kar je prvi hit Taylor Swift na kanadski lestvici.
Taylor Swift je v letu 2010 dobila nagrado People's Choice Award za najboljšo žensko ustvarjalko. V februarju 2010 je potrdila, da bo turnejo Fearless Tour prepeljala še v pet mest v Avstraliji. Na turneji bo nastopal tudi band Gloriana.
Na 52. podelitvi Grammy nagrad je Taylor Swift prejela nagrado za najboljši nastop ženske ustvarjalke, za »najboljšo country pesem« (»White Horse«) in za »album leta« (Fearless). Med odhodom v zaoderje je Taylor Swift po nesreči spustila enega izmed svojih štirih Grammyjev in ga razbila. Na podelitvi je tudi nastopala in sicer v duetu s Stevie Nicks. Njeno petje je bilo večkrat kritizirano, blogerka LA Timesa, Ann Powers, ga je na primer označila za »presenetljivo slabo«.
Taylor Swift je že skoraj končala s snemanjem pesmi za svoj naslednji glasbeni album. V sredini julija leta 2010 je revija Billboard razkrila, da se bo novi glasbeni album Taylor Swift imenoval Speak Now in da bo izšel 25. oktobra 2010. Pesmi z albuma je napisala popolnoma sama in sicer v Arkansasu, New Yorku, Bostonu in Nashvilleu, album pa bo ko-produciral Nathan Chapman. V sredo, 4. avgusta 2010, je preko interneta izšel glavni singl iz albuma, imenovan »Mine«. Založba Big Machine Records se je odločila, da bo pospešila izid prvega singla.

### 2012–2014:Red
13. avgusta je zvezdnica priredila 'live webchat', v katerem je odgovarjala na vprašanja oboževalcev. Povedala je tudi naslov četrtega albuma - Red. Na isti dan je izšel tudi singl »We Are Never Ever Getting Back Together«, ki ga je zvezdnica predtavila na 'live webchat-u'. Pesem je že prvi teden po izidu doživela velik uspeh, saj se je uvrstila na prvo mesto US Billboard Hot 100.
Oktobra je izšel drugi singl z naslovom »Begin Again«. Nekaj tednov po izidu te pesmi pa je izšel album z naslovom Red. Album vsebuje 16 pesmi, če pa štejemo zraven ostale pesmi, ki so priložene drugi različici albuma je vseh skupaj 22 pesmi. V enem tednu je Taylor Swift prodala 1,21 miljonov kopij albuma, ter tako postala tretja ženska izvajalka, ki je prodala toliko kopij v enem tednu. Album je prav tako kot prvi singl »We are Never Ever Getting Back Together« doživel velik uspeh, saj se je povzpel na prvo mesto US Billboard 200. Red je 18. album v ZDA zgodovini, ki je v enem tednu prodal več kot milijon kopij. Postal pa je tudi najbolj prodajan country album leta 2012.
Naslednji singlz albuma je izšel konec novembra z naslovom »I Knew You Were Trouble«. Za tem je Swift izdala še 4 single z naslovi »22«, »Red«, »Everything Has Changed«, »The Last Time«. Pesem »Everything Has Changed« je napisala in jo prav tako v duetu zapojeta z britanskim pevcem Ed-om Sheeran-om. »The Last Time« pa je napisala skupaj z Gary-em Lightbody-em.
Turneja Red se je začela 13. marca 2013 ter končala 12. junija 2014.
Leta 2021 je izdala novo različico albuma Red s podnaslovom Taylor's Version. Album vsebuje 30 skladb, med katerim je tudi desetminutna različica uspešnice All Too Well.
1989
To je že Taylorin četrti album in tudi ta je bil hit. Zasedel je mesto najbolje prodajega albuma vseh časov.Na albumu se nahaja veliko hitov,kot Shake it off, Blank space in Style.To je tudi bil njen prvi cel pop album.

### 2017:reputation
Konec avgusta je izšla prva izmed 15 pesmi iz njenega petega albuma. "Look What You Made Me Do" je izšla 24.8.2017, in že takoj imela velik uspeh. Videospot je izšel nekaj dni pozneje (27.8.2017), in v prvih 24. urah dosegel preko 40 milijonov ogledov, kar je trenutni rekord. Naslednja pesem iz albuma je "...Ready For It?", sledil je "Gorgeous" in "Call It What You Want".
Album je izšel 10.11.2017. Na albumu je tudi pesem v sodelovanju z znanim raperjem Future, in Ed Sheeran, z naslovom "End Game".

### Stil pisanja pesmi
Njen stil pisanja pesmi je avtobiografičen. Nekoč se je izrazila, da je, če poslušaš njene pesmi, »kot da bi bral moj dnevnik«. Pesem »Forever & Always« je na primer navdihnilo njeno razmerje z Joejem Jonasom, medtem ko je bila pesem »Hey Stephen« napisana po zgodbi nekega fanta, ki se ji je med snemanjem neke oddaje popolnoma odprl. Pesem »Fifteen« je bila napisana na podlagi izkušenj iz njenega prvega letnika v srednji šoli.
Pesmi osebne narave naj bi pritegnile največ pozornosti. Nekoč je Taylor Swift rekla: »Nekoč sem mislila, da se je težko povezati z ljudmi in se jim približati, a zdaj sem ugotovila, da bolj ko so tvoje pesmi osebne narave, bolj si povezan z ljudmi.«
Dejstvo je, da so njene pesmi avtobiografične, tako da jih njeni oboževalci lahko raziščejo. Taylor Swift je nekoč dejala: »Vsakega fanta, o komer sem napisala pesem, so moji oboževalci na MySpaceu tudi izsledili.«
The New York Times je Taylor Swift opisal kot »eno izmed najboljših pop tekstopiscev, country pragmastitko, in dekle, ki je v stiku s svojim notranjim življenjem bolj kot kdorkoli izmed odraslih.«

## Ostala dela

### Igralska kariera
Kot najstnica je imela manjšo vlogo Pei Pei The Purple Panda v filmu Larryja Schwarza, Thumb Wrestling Federation. V letu 2008 se je Taylor Swift kot igralka pojavila v videospotu Brada Paisleyja za pesem »Online«. V istem letu je posnela dokumentarni film z Defom Leppardom za CMT z naslovom CMT Crossroads, ki je premiero doživel 7. novembra tistega leta in zaslužil več kot 4,5 milijonov dolarjev, ter dokumentarec za MTV z naslovom MTV's Once Upon a Prom. Posnela je tudi 3D film s skupino Jonas Brothers, Jonas Brothers: The 3D Concert Experience. Ta film je izšel 27. februarja 2009 v Severni Ameriki. Že v prvem tednu prevajanja je zaslužil 12.700.000 ameriških dolarjev. Pojavila se je tudi v CBS-jevi televizijski seriji Na kraju zločina in sicer v epizodi »Turn, Turn, Turn«, ki se je v Ameriki in Kanadi predvajala 5. marca leta 2009. To epizodo je gledalo več kot 20,8 milijonov ljudi. Pojavila se je tudi v videospotu Kellie Pickler za pesem »Best Days of Your Life«. Igrala je tudi v filmski upodobitvi televizijske serije Hannah Montana, filmu z istim naslovom in sicer se je v njem pojavila kot »ženska, ki poje v baru«. Film je izšel 10. aprila 2009 v Severni Ameriki. Igrala je tudi v televizijski seriji Dateline NBC in sicer v epizodi z naslovom Dateline NBC: On Tour With Taylor Swift 31. maja tistega leta. Epizoda je vključevala tudi razne fotografije in posnetke iz njene prve turneje, Fearless Tour. Bila je tudi glasbeni gost v televizijski oddaji Saturday Night Live.
Leta 2010 je v kinematografe prišel film Valentinovo z igralci, kot so Julia Roberts, Taylor Lautner, Emma Roberts, Ashton Kutcher, Jennifer Garner, Anne Hathaway, Patrick Dempsey, Jamie Foxx, Bradley Cooper in Jessica Biel. V njem Taylor Swift igra Felicio Miller, za film pa je posnela tudi soundtrack z naslovom »Today Was a Fairytale«. Za vlogo Felicie je leta 2010 dobila nominacijo za nagrado Teen Choice Award v kategoriji za »filmski preboj ženske.«

### Dobrodelna dela
21. septembra 2007 je Taylor Swift sodelovala v kampanji za zaščito otrok pred ugrabitelji prek interneta. Povezala se je tudi s tennesseeškim guvernerjem Philom Bredesenom, da bi pomagala pri preprečevanju spolnih zločinov, storjenih preko interneta. Eno leto dolga kampanja je v sodelovanju s policijo Tennesseeja poskušala dajati ustrezne informacije tako staršem kot otrokom. Zgodaj leta 2008 je Taylor Swift donirala nekaj denarja organizaciji Victory Junction Gang; v juniju 2008 je vse svoje prihodke iz glasbenega festivala Country Music Festival darovala Rdečemu križu. Po dobitvi naslovov za »najboljši videospot leta« in »najboljši videospot ženske ustvarjalke leta« na podelitvi nagrad CMT Music Awards leta 2008 je Swiftova donirala 10.000 $ otroški bolnišnici St. Jude. Leta 2009, ko je še enkrat osvojila oba naslova na isti prireditvi, je Rdečemu križu donirala še 5.000 dolarjev.
Donirala je tudi 10.000 $ ameriškemu Rdečemu križu v Cedar Rapidsu, Iowa, da bi pomagala žrtvam poplav v Iowi leta 2008. Podpira tudi organizacijo @15, ki pod vodstvom najstnikov da drugim najstnikom možnost neposrednega sodelovanja z raznimi humanitarnimi organizacijami. Pesem Taylor Swift, »Fifteen«, je vključena v to kampanjo. Je tudi darovala svojo obleko iz maturantskega plesa in sicer organizaciji DonateMyDress.org: na koncu so obleko prodali za 1.200 $. 20. novembra je nastopala na BBC-jevem programu je tudi potrdila, da bo darovala 13.000 £ za dobrodelne namene iz lastnega denarja.
13. decembra je na svoj rojstni dan darovala 250.000 $ vsem šolam po državi, na katerih se je v otroštvu šolala ona sama. Organizaciji Wish Upon a Hero Foundation je donirala par svojih čevljev - malo rabljen par črnih Betsey Johnson čevljev z visokimi petami z njenim avtogramom - da bi zbrala denar za boj proti raku.
Odzvala se je tudi na poplave v Tennesseeju maja 2010, ko je Taylor Swift donirala 500.000 $ za pomoč WSMV-ju, Nashvillski televizijski postaji.

## Javna slika in zasebno življenje
Taylor Swift se je v svoji karieri pojavila na naslovnicah mnogih različnih revij. Slikala se je za naslovnico revije Blender, s čimer je postala šele druga country glasbenica, ki se je v petnajstih letih delovanja revije pojavila na njeni naslovnici. V letih 2008, 2009 in 2010 je bila uvrščena na lestvico revije People, »100 najlepših ljudi«. Poleg tega je pristala na sedeminpetdesetem mestu Maximove lestvice najprivlačnejših žensk leta 2008, na petdesetem leta 2009 in enaintridesetem leta 2010. Revija CosmoGirl jo je izbrala za »dekle leta« v letu 2008.
Taylor Swift je bila imenovana za eno izmed oseb na lestvici »RS 100: Agenti izmene« revije Rolling Stone. Nominirana je bila za kandidatko TIME-ove lestvice »100 Timeovih finalistov leta 2009«, katere člane se izbira z voljenjem preko spleta. Revija People jo je imenovala za eno izmed njihovih »petindvajsetih najzanimivejših ljudi leta 2009.«
Podjetje Jakks Pacific je pozno leta 2008 izdalo lutko, ki je predstavljala Taylor Swift. Taylor Swift je obraz linije oblačil iz džinsa podjetja L.E.I. (Life Energy Intelligence) od leta 2008 dalje. Skupaj z linija oblačil podjetja L.e.i. je podpisala pogodbo za oblikovanje lastne linije oblačil. Slednja bo izšla preko Wal-Marta v prihajajočih mesecih. Kakorkoli že, Taylor Swift je dejala, da si ne želi postati modna oblikovalka. Namesto tega bo, kot je povedala, njene obleke navdihoval njen lasten stil. »Nočem izpasti kot še ena izmed tistih zvezdnic, ki se nato preizkusijo tudi v oblikovanju oblek ... To ni linija oblačil Taylor Swift.« V letu 2009 je Taylor Swift postala najnovejša zvezdniška zagovornica National Hockey League. Pojavila se je v reklami za Nashville Predators.

### Razmerja
V letu 2008 je imela Taylor Swift razmerje s pop pevcem Joejem Jonasom, ki pa se je končalo novembra tistega leta. V epizodi 11. novembra 2008 serije The Ellen DeGeneres Show je kasneje dejala: »Ko pogledam osebo [ki je prava zame], se ne bom spomnila na fanta, ki je, ko sem bila stara osemnajst let, najino razmerje končal v pogovoru preko telefona, ki je trajal sedemindvajset sekund.« Po razhodu z Jonasom je Taylor Swift napisala pesem »Forever & Always«, ki je izšla na njenem drugem glasbenem albumu, Fearless. V letu 2009 je hodila z igralcem Taylorjem Lautnerjem, njuno razmerje pa je potrdila v svojem monologu, medtem ko je gostila oddajo Saturday Night Live. Po poročilih ostajata prijatelja. Od oktobra 2012 do januarja 2013 je hodila z Harryjem Stylesom, članom skupine One Direction. Trenutno pa je od začetka marca 2015 v zvezi z ameriškim DJ-jem Calvinom Harrisem.

## Diskografija
Albumi
- Taylor Swift (2006)
- Fearless (2008)
- Speak Now (2010)[165]
- Red (2012)
- 1989 (2014)[166]
- Reputation (2017)
- Lover (2019)
- Folklore (2020)
- Evermore (2020)
- Midnights (2022)
- The Tortured Poets Department (2024)

EP-ji
- Sounds of the Season: The Taylor Swift Holiday Collection (2007)
- Beautiful Eyes (2008)

Video albumi
- CMT Crossroads: Taylor Swift & Def Leppard (2008)

- Fearless (Taylor’s version) (2021)
- Red (Taylor’s version) (2021)
- Midnights  (2022)

## Filmografija
| Leto | Naslov                                    | Vloga                  | Opombe                      |
| ---- | ----------------------------------------- | ---------------------- | --------------------------- |
| 2009 | Jonas Brothers: The 3D Concert Experience | Ona                    | Cameo                       |
| 2009 | Na kraju zločina                          | Haley Jones            | Epizoda: »Turn, Turn, Turn« |
| 2009 | Hannah Montana                            | Ženska, ki poje v baru | Cameo pojav                 |
| 2009 | Saturday Night Live                       | Ona                    | Glasbeni gost, gostiteljica |
| 2010 | Valentinovo                               | Felicia Miller         | Prvi film                   |